# Llista d'asteroides/66701–66800
| Nom     | Designació provisional | Data de descobriment | Lloc de descobriment | Descobridor/s |
| ------- | ---------------------- | -------------------- | -------------------- | ------------- |
| 66701 - | 1999 TN86              | 15 d'octubre, 1999   | Kitt Peak            | Spacewatch    |
| 66702 - | 1999 TJ88              | 2 d'octubre, 1999    | Socorro              | LINEAR        |
| 66703 - | 1999 TL89              | 2 d'octubre, 1999    | Socorro              | LINEAR        |
| 66704 - | 1999 TU91              | 2 d'octubre, 1999    | Socorro              | LINEAR        |
| 66705 - | 1999 TM92              | 2 d'octubre, 1999    | Socorro              | LINEAR        |
| 66706 - | 1999 TY92              | 2 d'octubre, 1999    | Socorro              | LINEAR        |
| 66707 - | 1999 TG93              | 2 d'octubre, 1999    | Socorro              | LINEAR        |
| 66708 - | 1999 TY93              | 2 d'octubre, 1999    | Socorro              | LINEAR        |
| 66709 - | 1999 TS95              | 2 d'octubre, 1999    | Socorro              | LINEAR        |
| 66710 - | 1999 TT96              | 2 d'octubre, 1999    | Socorro              | LINEAR        |
| 66711 - | 1999 TQ99              | 2 d'octubre, 1999    | Socorro              | LINEAR        |
| 66712 - | 1999 TS99              | 2 d'octubre, 1999    | Socorro              | LINEAR        |
| 66713 - | 1999 TZ99              | 2 d'octubre, 1999    | Socorro              | LINEAR        |
| 66714 - | 1999 TT100             | 2 d'octubre, 1999    | Socorro              | LINEAR        |
| 66715 - | 1999 TA101             | 2 d'octubre, 1999    | Socorro              | LINEAR        |
| 66716 - | 1999 TB102             | 2 d'octubre, 1999    | Socorro              | LINEAR        |
| 66717 - | 1999 TK102             | 2 d'octubre, 1999    | Socorro              | LINEAR        |
| 66718 - | 1999 TU104             | 3 d'octubre, 1999    | Socorro              | LINEAR        |
| 66719 - | 1999 TG105             | 3 d'octubre, 1999    | Socorro              | LINEAR        |
| 66720 - | 1999 TH105             | 3 d'octubre, 1999    | Socorro              | LINEAR        |
| 66721 - | 1999 TX106             | 4 d'octubre, 1999    | Socorro              | LINEAR        |
| 66722 - | 1999 TC107             | 4 d'octubre, 1999    | Socorro              | LINEAR        |
| 66723 - | 1999 TE107             | 4 d'octubre, 1999    | Socorro              | LINEAR        |
| 66724 - | 1999 TN107             | 4 d'octubre, 1999    | Socorro              | LINEAR        |
| 66725 - | 1999 TH109             | 4 d'octubre, 1999    | Socorro              | LINEAR        |
| 66726 - | 1999 TG110             | 4 d'octubre, 1999    | Socorro              | LINEAR        |
| 66727 - | 1999 TH110             | 4 d'octubre, 1999    | Socorro              | LINEAR        |
| 66728 - | 1999 TN110             | 4 d'octubre, 1999    | Socorro              | LINEAR        |
| 66729 - | 1999 TH111             | 4 d'octubre, 1999    | Socorro              | LINEAR        |
| 66730 - | 1999 TM111             | 4 d'octubre, 1999    | Socorro              | LINEAR        |
| 66731 - | 1999 TN111             | 4 d'octubre, 1999    | Socorro              | LINEAR        |
| 66732 - | 1999 TW111             | 4 d'octubre, 1999    | Socorro              | LINEAR        |
| 66733 - | 1999 TO113             | 4 d'octubre, 1999    | Socorro              | LINEAR        |
| 66734 - | 1999 TX114             | 4 d'octubre, 1999    | Socorro              | LINEAR        |
| 66735 - | 1999 TX115             | 4 d'octubre, 1999    | Socorro              | LINEAR        |
| 66736 - | 1999 TB118             | 4 d'octubre, 1999    | Socorro              | LINEAR        |
| 66737 - | 1999 TF119             | 4 d'octubre, 1999    | Socorro              | LINEAR        |
| 66738 - | 1999 TJ120             | 4 d'octubre, 1999    | Socorro              | LINEAR        |
| 66739 - | 1999 TC122             | 4 d'octubre, 1999    | Socorro              | LINEAR        |
| 66740 - | 1999 TE122             | 4 d'octubre, 1999    | Socorro              | LINEAR        |
| 66741 - | 1999 TY122             | 4 d'octubre, 1999    | Socorro              | LINEAR        |
| 66742 - | 1999 TP123             | 4 d'octubre, 1999    | Socorro              | LINEAR        |
| 66743 - | 1999 TW124             | 4 d'octubre, 1999    | Socorro              | LINEAR        |
| 66744 - | 1999 TM128             | 5 d'octubre, 1999    | Socorro              | LINEAR        |
| 66745 - | 1999 TO128             | 5 d'octubre, 1999    | Socorro              | LINEAR        |
| 66746 - | 1999 TW136             | 6 d'octubre, 1999    | Socorro              | LINEAR        |
| 66747 - | 1999 TO139             | 6 d'octubre, 1999    | Socorro              | LINEAR        |
| 66748 - | 1999 TJ149             | 7 d'octubre, 1999    | Socorro              | LINEAR        |
| 66749 - | 1999 TN151             | 7 d'octubre, 1999    | Socorro              | LINEAR        |
| 66750 - | 1999 TZ155             | 7 d'octubre, 1999    | Socorro              | LINEAR        |
| 66751 - | 1999 TP156             | 8 d'octubre, 1999    | Socorro              | LINEAR        |
| 66752 - | 1999 TZ164             | 10 d'octubre, 1999   | Socorro              | LINEAR        |
| 66753 - | 1999 TQ173             | 10 d'octubre, 1999   | Socorro              | LINEAR        |
| 66754 - | 1999 TZ173             | 10 d'octubre, 1999   | Socorro              | LINEAR        |
| 66755 - | 1999 TT175             | 10 d'octubre, 1999   | Socorro              | LINEAR        |
| 66756 - | 1999 TE177             | 10 d'octubre, 1999   | Socorro              | LINEAR        |
| 66757 - | 1999 TE184             | 12 d'octubre, 1999   | Socorro              | LINEAR        |
| 66758 - | 1999 TP184             | 12 d'octubre, 1999   | Socorro              | LINEAR        |
| 66759 - | 1999 TU185             | 12 d'octubre, 1999   | Socorro              | LINEAR        |
| 66760 - | 1999 TV185             | 12 d'octubre, 1999   | Socorro              | LINEAR        |
| 66761 - | 1999 TE187             | 12 d'octubre, 1999   | Socorro              | LINEAR        |
| 66762 - | 1999 TU187             | 12 d'octubre, 1999   | Socorro              | LINEAR        |
| 66763 - | 1999 TZ189             | 12 d'octubre, 1999   | Socorro              | LINEAR        |
| 66764 - | 1999 TD190             | 12 d'octubre, 1999   | Socorro              | LINEAR        |
| 66765 - | 1999 TJ191             | 12 d'octubre, 1999   | Socorro              | LINEAR        |
| 66766 - | 1999 TF194             | 12 d'octubre, 1999   | Socorro              | LINEAR        |
| 66767 - | 1999 TT194             | 12 d'octubre, 1999   | Socorro              | LINEAR        |
| 66768 - | 1999 TG200             | 12 d'octubre, 1999   | Socorro              | LINEAR        |
| 66769 - | 1999 TJ200             | 12 d'octubre, 1999   | Socorro              | LINEAR        |
| 66770 - | 1999 TH207             | 14 d'octubre, 1999   | Socorro              | LINEAR        |
| 66771 - | 1999 TM210             | 14 d'octubre, 1999   | Socorro              | LINEAR        |
| 66772 - | 1999 TH217             | 15 d'octubre, 1999   | Socorro              | LINEAR        |
| 66773 - | 1999 TT219             | 1 d'octubre, 1999    | Catalina             | CSS           |
| 66774 - | 1999 TD220             | 1 d'octubre, 1999    | Catalina             | CSS           |
| 66775 - | 1999 TS220             | 1 d'octubre, 1999    | Catalina             | CSS           |
| 66776 - | 1999 TA221             | 2 d'octubre, 1999    | Catalina             | CSS           |
| 66777 - | 1999 TD221             | 2 d'octubre, 1999    | Catalina             | CSS           |
| 66778 - | 1999 TL221             | 2 d'octubre, 1999    | Socorro              | LINEAR        |
| 66779 - | 1999 TS221             | 2 d'octubre, 1999    | Socorro              | LINEAR        |
| 66780 - | 1999 TW223             | 3 d'octubre, 1999    | Catalina             | CSS           |
| 66781 - | 1999 TY223             | 3 d'octubre, 1999    | Anderson Mesa        | LONEOS        |
| 66782 - | 1999 TT225             | 2 d'octubre, 1999    | Kitt Peak            | Spacewatch    |
| 66783 - | 1999 TE227             | 5 d'octubre, 1999    | Socorro              | LINEAR        |
| 66784 - | 1999 TM228             | 2 d'octubre, 1999    | Socorro              | LINEAR        |
| 66785 - | 1999 TN228             | 2 d'octubre, 1999    | Socorro              | LINEAR        |
| 66786 - | 1999 TX228             | 3 d'octubre, 1999    | Kitt Peak            | Spacewatch    |
| 66787 - | 1999 TY228             | 3 d'octubre, 1999    | Kitt Peak            | Spacewatch    |
| 66788 - | 1999 TL230             | 3 d'octubre, 1999    | Socorro              | LINEAR        |
| 66789 - | 1999 TS231             | 5 d'octubre, 1999    | Catalina             | CSS           |
| 66790 - | 1999 TZ232             | 7 d'octubre, 1999    | Catalina             | CSS           |
| 66791 - | 1999 TH233             | 3 d'octubre, 1999    | Catalina             | CSS           |
| 66792 - | 1999 TM233             | 3 d'octubre, 1999    | Socorro              | LINEAR        |
| 66793 - | 1999 TW236             | 3 d'octubre, 1999    | Catalina             | CSS           |
| 66794 - | 1999 TP237             | 4 d'octubre, 1999    | Socorro              | LINEAR        |
| 66795 - | 1999 TP248             | 8 d'octubre, 1999    | Catalina             | CSS           |
| 66796 - | 1999 TD252             | 8 d'octubre, 1999    | Socorro              | LINEAR        |
| 66797 - | 1999 TJ256             | 9 d'octubre, 1999    | Socorro              | LINEAR        |
| 66798 - | 1999 TA265             | 3 d'octubre, 1999    | Socorro              | LINEAR        |
| 66799 - | 1999 TT267             | 3 d'octubre, 1999    | Socorro              | LINEAR        |
| 66800 - | 1999 TB270             | 3 d'octubre, 1999    | Socorro              | LINEAR        |